# Костюшко в Рацлавицях
«Костюшко в Рацлавицях» (пол. Kościuszko pod Racławicami), також відома як «Битва під Рацлавицями» (пол. Bitwa pod Racławicami) — картина польського художника Яна Матейка, написана в 1888 році, виставлена в Галереї польського мистецтва XIX століття в Суконних рядах.

## Опис
Тадеуш Костюшко одягнений у модний формений фрак, ідентичний тому, що зображений на картині Міхала Стаховича «Присяга Костюшки на головній площі». Модель — отець Антоній Ґрушецький, на той час вікарій костелу Святої Марії, а згодом парох Підгуже і папський камергер. Інший герой битви під Рацлавицями — Бартош Ґловацький — зображений з шапкою на захопленій гарматі. Співорганізатор повстання Гуго Коллонтай одягнений у чорне і сидить на чорному коні (хоча він не брав участі в битві).
На думку Матейка, два генерали на чолі штабу — Антоній Юзеф Мадалінський та Юзеф Зайончек (з наполеонівським кашкетом на голові та притулившись до дерева) — також заслуговують на те, щоб бути зображеними. У дуже гарному шляхетському вбранні Матейко зобразив Стефана Дембовського, який мав стати його наступником у разі смерті Костюшка. На картині він також символізує неприязнь польської шляхти до повстання, особливо до наказів генеральної старшини, які регулярно саботувалися.